# Cedric Maxwell
Cedric Maxwell (ur. 21 listopada 1955 w Kinston) – amerykański koszykarz, występujący na pozycji silnego skrzydłowego. 
Mierzący 203 cm wzrostu koszykarz studiował na University of North Carolina at Charlotte. Do NBA został wybrany z 12. numerem w drafcie w 1977 przez Boston Celtics. Grał w tej organizacji do 1985, dwukrotnie zdobywając pierścienie mistrzowskie. W 1981 został wybrany MVP finałów, drugi tytuł wywalczył w 1984. W latach 1985–1987 grał w Los Angeles Clippers. W NBA spędził 11 lat, zdobywając łącznie 10 465 punktów. Karierę zakończył w 1988 w Houston Rockets. Koszulka z jego numerem (31) została zastrzeżona przez Celtów.

## Osiągnięcia
Na podstawie, o ile nie zaznaczono inaczej.

### NCAA
- Uczestnik rozgrywek NCAA Final Four (1977)
- Wicemistrz turnieju National Invitation Tournament (NIT – 1976)
- Mistrz:
  - turnieju konferencji Sun Belt (1977)
  - sezonu regularnego konferencji Sun Belt (1977)
- MVP turnieju NIT (1976)[2]
- Zawodnik Roku Konferencji Sun Belt (1977)
- Zaliczony do:
  - I składu turnieju NCAA Final Four (1977 przez Associated Press)[3]
  - III składu All-American (1977 przez UPI)
  - V składu All-American (1977 przez NABC)
- Uczelnia zastrzegła należący do niego numer 33

### NBA
- 2-krotny mistrz NBA (1981, 1984)[4]
- Wicemistrz NBA (1985)[4]
- MVP finałów NBA (1981)[4]
- Lider:
  - sezonu regularnego w skuteczności rzutów z gry (1979, 1980)[5]
  - play-off w skuteczności rzutów z gry (1980)[6]
- Klub Boston Celtics zastrzegł należący do niego numer 31[7]
- Rekordzista klubu Celtics w skuteczności rzutów z gry (60,9%), uzyskanej podczas pojedynczego sezonu (1979/1980 – stan na 3.01.2017)[8]